# Dinarthrena steelae
Dinarthrena steelae är en nattsländeart som beskrevs av Martin E. Mosely 1941. Dinarthrena steelae ingår i släktet Dinarthrena och familjen kantrörsnattsländor. Inga underarter finns listade i Catalogue of Life.